# Pilar Folguera
Pilar Folguera Crespo (Madrid, 1945) es una historiadora española especializada en historia de Europa. Es catedrática emérita de la Universidad Autónoma de Madrid, donde también fue directora del Instituto Universitario de Estudios de la Mujer.  

## Trayectoria
En 1987, se doctoró en la Universidad Autónoma de Madrid (UAM) con la tesis titulada Mujer y vida cotidiana en Madrid a través de las fuentes orales (1923-1930) dirigida por el historiador Antonio María Calero Amor. Fue profesora visitante en la Universidad de Nueva York, el Instituto Universitario Europeo en Florencia, la Universidad Carolina en Praga, y la Universidad Centroeuropea en Budapest. También fue parte del grupo fundador de la Fundación de la Universidad Autónoma de Madrid, constituida en 1991.
Folguera ha sido Vicerrectora de Relaciones Internacionales y Directora del Departamento de Historia Contemporánea de la UAM, además de la segunda directora del Instituto Universitario de Estudios de la Mujer, entre 1985 y 1987, después de la socióloga María Ángeles Durán. También fue responsable de congresos en la Asociación de Historia Contemporánea entre 2012 y 2014. Ingresó en el Colegio Libre de Eméritos en 2022 y es miembro de la Comisión Española de Historia de las Relaciones Internacionales (CEHRI).
Es titular de la Cátedra Jean Monnet de Historia de la Integración Europea y miembro de la Comisión Científica de la Cátedra UNESCO Red UNITWIN “Políticas de género y de Igualdad de Derechos entre Mujeres y Hombres”. Es además parte del equipo editorial de las revistas científicas Journal of Feminist, Gender and Women Studies de la UAM, Pasado y Memoria de la Universidad de Alicante, y Colección Feminae de la Universidad de Granada.
Es Catedrática Emérita de Historia Contemporánea de la Universidad Autónoma de Madrid, especializada en historia de Europa.

## Reconocimientos
En 2024, el Instituto Universitario de Estudios de la Mujer de la Universidad Autónoma de Madrid convocó los Premios Pilar Folguera de feminismos y estudios de género en su honor. Este galardón se otorga entre tesis doctorales recientemente defendidas con el objetivo de fomentar investigaciones de calidad y avances feministas.

## Obra
- 1987 – Vida cotidiana en Madrid: el primer tercio de siglo a través de las fuentes orales. Consejería de Cultura y Deportes. ISBN 84-505-6267-8.
- 1988 – El feminismo en España: Dos siglos de historia. Con María Isabel Cabrera Bosch. Editorial Pablo Iglesias. ISBN  9788485691470.
- 1993 – Otras visiones de España. Editorial Pablo Iglesias. ISBN 84-85691-70-9.
- 1994 – Cómo se hace historia oral. EUDEMA. ISBN 84-7754-126-4.
- 1998 – Historia de la Unidad Europea. Ediciones de la Universidad Autónoma. ISBN 84-7477-707-0.
- 2003 – El mundo del trabajo en RENFE: Historia oral de la infraestructura. VVAA. Fundación de los Ferrocarriles Españoles. ISBN 84-88675-74-7.
- 2021 – Europa (1945-2021): fortalezas y debilidades de un proyecto global. Síntesis. ISBN 978-84-1357-679-4.